# Oragua congruens
Oragua congruens är en insektsart som beskrevs av Fowler 1899. Oragua congruens ingår i släktet Oragua och familjen dvärgstritar. Inga underarter finns listade i Catalogue of Life.